# Sebastian Ertel
Sebastian Ertel (* um 1555 in Mariazell; † 1618 in Garsten) war österreichischer Geistlicher und Komponist. Ertel ist der älteste bekannte Komponist der Steiermark.

## Leben
Von Ertels Jugend und seiner musikalischen Ausbildung ist nichts bekannt. Ertel trat nach 1589 in das Kloster Garsten ein. Im Jahr 1598 wurde er aushilfsweise Pfarrer vom oberösterreichischen Gaflenz. Der Abt von St. Lamprecht, Martin Alopitius, berief ihn ein Jahr später als Instruktor der Sängerknaben und Komponist nach Mariazell. Im Jahr 1605 kehrte Ertel nach Garsten zurück und war dort bis zu seinem Tode.

## Werke (Auswahl)
Die Werke Ertels sind handschriftlich und zum Teil im Druck erhalten. Es handelt sich dabei durchwegs um geistliche Musik in einfachem, syllabischem Stil für die klösterliche Praxis.
- Sacrosanctum Magnae et Intimeratae Virginis Canticum: 8 Stimmen-b.c — Laetatus sum (Ps.121)
- Sacrosanctum Magnae et Intimeratae Virginis Canticum: 8 Stimmen-b.c — Nisi Dominus (Ps.126)